# Crossopalpus abditus
Crossopalpus abditus är en tvåvingeart som beskrevs av Nikolai Vasilevich Kovalev 1972. Crossopalpus abditus ingår i släktet Crossopalpus och familjen puckeldansflugor. Arten är reproducerande i Sverige. Inga underarter finns listade i Catalogue of Life.